# Ernst Perels

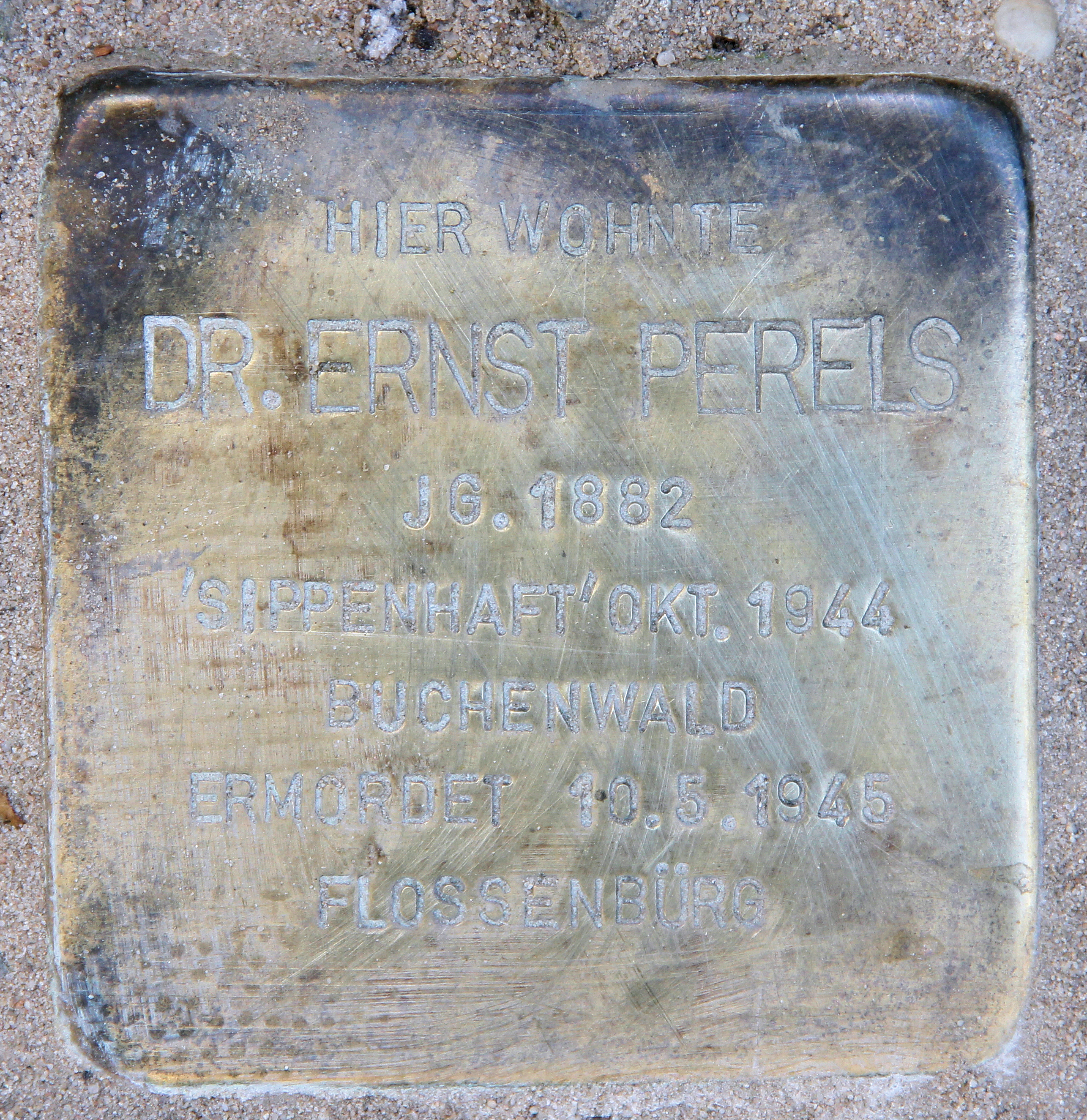
Stolperstein vor dem Haus, Weddigenweg 64, in Berlin-Lichterfelde

Ernst Perels (* 2. August 1882 in Berlin; † 10. Mai 1945 in Flossenbürg) war ein deutscher Historiker.

## Leben
Ernst Perels Vater Ferdinand Perels war als Sohn jüdischer Eltern zum evangelischen Glauben konvertiert. Ernst Perels wurde 1904 mit einer Arbeit über Die kirchlichen Zehnten im karolingischen Reiche bei Michael Tangl und Max Lenz promoviert. Er habilitierte sich im Jahr 1911 an der Universität Berlin. 1904 trat Perels durch die Vermittlung Michael Tangls in die Dienste der Monumenta Germaniae Historica (MGH). Von 1911 bis 1935 lehrte Ernst Perels am Historischen Seminar der Friedrich-Wilhelms-Universität Historische Hilfswissenschaften und mittelalterliche Geschichte. Seit 1916 Prädikats-Professor und seit 1921 außerordentlicher Professor, bekleidete er seit 1923 den Lehrstuhl für Historische Hilfswissenschaften, wobei er 1923 sein festes Dienstverhältnis bei den MGH aufgab. 1931 erfolgte die Ernennung zum persönlichen Ordinarius und Mitdirektor des Historischen Seminars. 1935 wurde er wegen seiner jüdischen Herkunft von der Universität relegiert und zwangspensioniert. Von ihm stammen zahlreiche kirchengeschichtliche und kanonistische Untersuchungen.

Wegen der Unterstützung seines Sohnes Friedrich Justus an dem gescheiterten Attentat auf Adolf Hitler am 20. Juli 1944 wurde Perels im Oktober 1944 in Sippenhaft genommen und zunächst in das KZ Buchenwald, später in das KZ Flossenbürg deportiert. Kurz nach der Befreiung des Lagers Flossenbürg starb er an Erschöpfung.

## Schriften
Ein Schriftenverzeichnis erschien in Ines Oberling: Ernst Perels (1882–1945). Lehrer und Forscher an der Berliner Universität. Verlag für Regionalgeschichte, Bielefeld 2005, ISBN 3-89534-452-4, S. 246–254.
- 1904 Die kirchlichen Zehnten im karolingischen Reiche
- 1911 Die Ursprünge des karolingischen Zehntrechtes
- 1912/1925 Briefe der Päpste Nikolaus I. und Hadrian II.
- 1920 Papst Nikolaus I. und Anastasius Bibliothecarius
- 1922 Eine Denkschrift Hinkmars von Reims im Prozeß Rothads von Soissons
- 1927 Erbreichsplan Heinrich VI. (Digitalisat).
- 1930  „Liber de vita christiana“ des Bischofs Bonizo von Sutri
- 1939 Briefe des Bischofs Hinkmar von Reims